# Lista planetelor minore/29901–30000
Aceasta este Lista planetelor minore/29901–30000; pentru a naviga prin lista completă vezi Lista planetelor minore.
Pentru ale detalii vezi și Proiect:Astronomie sau Portal:Astronomie.
| Nume             | Denumire provizorie | Data descoperirii  | Locul descoperirii | Descoperitor(i) |
| ---------------- | ------------------- | ------------------ | ------------------ | --------------- |
| 29901 -          | 1999 HS7            | 19 aprilie 1999    | Kitt Peak          | Spacewatch      |
| 29902 -          | 1999 HM8            | 16 aprilie 1999    | Socorro            | LINEAR          |
| 29903 -          | 1999 HP9            | 17 aprilie 1999    | Socorro            | LINEAR          |
| 29904 -          | 1999 HL10           | 17 aprilie 1999    | Socorro            | LINEAR          |
| 29905 -          | 1999 HQ11           | 21 aprilie 1999    | Nanyo⁠(d)           | T. Okuni⁠(d)     |
| 29906 -          | 1999 HF12           | 16 aprilie 1999    | Socorro            | LINEAR          |
| 29907 -          | 1999 JD             | 1 mai 1999         | Monte Agliale⁠(d)   | M. Ziboli       |
| 29908 -          | 1999 JP3            | 6 mai 1999         | Socorro            | LINEAR          |
| 29909 -          | 1999 JE8            | 12 mai 1999        | Socorro            | LINEAR          |
| 29910 Segre      | 1999 JV8            | 14 mai 1999        | Prescott⁠(d)        | P. G. Comba⁠(d)  |
| 29911 -          | 1999 JQ9            | 8 mai 1999         | Catalina           | CSS             |
| 29912 -          | 1999 JQ10           | 8 mai 1999         | Catalina           | CSS             |
| 29913 -          | 1999 JO12           | 8 mai 1999         | Catalina           | CSS             |
| 29914 -          | 1999 JH15           | 15 mai 1999        | Catalina           | CSS             |
| 29915 -          | 1999 JG18           | 10 mai 1999        | Socorro            | LINEAR          |
| 29916 -          | 1999 JP18           | 10 mai 1999        | Socorro            | LINEAR          |
| 29917 -          | 1999 JP19           | 10 mai 1999        | Socorro            | LINEAR          |
| 29918 -          | 1999 JV20           | 10 mai 1999        | Socorro            | LINEAR          |
| 29919 -          | 1999 JD23           | 10 mai 1999        | Socorro            | LINEAR          |
| 29920 -          | 1999 JB26           | 10 mai 1999        | Socorro            | LINEAR          |
| 29921 -          | 1999 JE26           | 10 mai 1999        | Socorro            | LINEAR          |
| 29922 -          | 1999 JZ27           | 10 mai 1999        | Socorro            | LINEAR          |
| 29923 -          | 1999 JE28           | 10 mai 1999        | Socorro            | LINEAR          |
| 29924 -          | 1999 JN28           | 10 mai 1999        | Socorro            | LINEAR          |
| 29925 -          | 1999 JV28           | 10 mai 1999        | Socorro            | LINEAR          |
| 29926 -          | 1999 JW32           | 10 mai 1999        | Socorro            | LINEAR          |
| 29927 -          | 1999 JE35           | 10 mai 1999        | Socorro            | LINEAR          |
| 29928 -          | 1999 JX35           | 10 mai 1999        | Socorro            | LINEAR          |
| 29929 -          | 1999 JR39           | 10 mai 1999        | Socorro            | LINEAR          |
| 29930 -          | 1999 JT41           | 10 mai 1999        | Socorro            | LINEAR          |
| 29931 -          | 1999 JL44           | 10 mai 1999        | Socorro            | LINEAR          |
| 29932 -          | 1999 JB46           | 10 mai 1999        | Socorro            | LINEAR          |
| 29933 -          | 1999 JG46           | 10 mai 1999        | Socorro            | LINEAR          |
| 29934 -          | 1999 JL46           | 10 mai 1999        | Socorro            | LINEAR          |
| 29935 -          | 1999 JH48           | 10 mai 1999        | Socorro            | LINEAR          |
| 29936 -          | 1999 JD49           | 10 mai 1999        | Socorro            | LINEAR          |
| 29937 -          | 1999 JB50           | 10 mai 1999        | Socorro            | LINEAR          |
| 29938 -          | 1999 JR52           | 10 mai 1999        | Socorro            | LINEAR          |
| 29939 -          | 1999 JS52           | 10 mai 1999        | Socorro            | LINEAR          |
| 29940 -          | 1999 JK73           | 12 mai 1999        | Socorro            | LINEAR          |
| 29941 -          | 1999 JB76           | 10 mai 1999        | Socorro            | LINEAR          |
| 29942 -          | 1999 JJ77           | 12 mai 1999        | Socorro            | LINEAR          |
| 29943 -          | 1999 JZ78           | 13 mai 1999        | Socorro            | LINEAR          |
| 29944 -          | 1999 JF80           | 12 mai 1999        | Socorro            | LINEAR          |
| 29945 -          | 1999 JU83           | 12 mai 1999        | Socorro            | LINEAR          |
| 29946 -          | 1999 JZ83           | 12 mai 1999        | Socorro            | LINEAR          |
| 29947 -          | 1999 JD84           | 12 mai 1999        | Socorro            | LINEAR          |
| 29948 -          | 1999 JS84           | 12 mai 1999        | Socorro            | LINEAR          |
| 29949 -          | 1999 JM85           | 15 mai 1999        | Socorro            | LINEAR          |
| 29950 -          | 1999 JA86           | 12 mai 1999        | Socorro            | LINEAR          |
| 29951 -          | 1999 JH86           | 12 mai 1999        | Socorro            | LINEAR          |
| 29952 -          | 1999 JL86           | 12 mai 1999        | Socorro            | LINEAR          |
| 29953 -          | 1999 JW86           | 12 mai 1999        | Socorro            | LINEAR          |
| 29954 -          | 1999 JK89           | 12 mai 1999        | Socorro            | LINEAR          |
| 29955 -          | 1999 JE90           | 12 mai 1999        | Socorro            | LINEAR          |
| 29956 -          | 1999 JF91           | 12 mai 1999        | Socorro            | LINEAR          |
| 29957 -          | 1999 JR91           | 12 mai 1999        | Socorro            | LINEAR          |
| 29958 -          | 1999 JY91           | 12 mai 1999        | Socorro            | LINEAR          |
| 29959 -          | 1999 JJ92           | 12 mai 1999        | Socorro            | LINEAR          |
| 29960 -          | 1999 JU92           | 12 mai 1999        | Socorro            | LINEAR          |
| 29961 -          | 1999 JB99           | 12 mai 1999        | Socorro            | LINEAR          |
| 29962 -          | 1999 JA100          | 12 mai 1999        | Socorro            | LINEAR          |
| 29963 -          | 1999 JH100          | 12 mai 1999        | Socorro            | LINEAR          |
| 29964 -          | 1999 JO100          | 12 mai 1999        | Socorro            | LINEAR          |
| 29965 -          | 1999 JX102          | 13 mai 1999        | Socorro            | LINEAR          |
| 29966 -          | 1999 JW103          | 13 mai 1999        | Socorro            | LINEAR          |
| 29967 -          | 1999 JN104          | 15 mai 1999        | Socorro            | LINEAR          |
| 29968 -          | 1999 JE106          | 13 mai 1999        | Socorro            | LINEAR          |
| 29969 -          | 1999 JX109          | 13 mai 1999        | Socorro            | LINEAR          |
| 29970 -          | 1999 KQ             | 16 mai 1999        | Catalina           | CSS             |
| 29971 -          | 1999 KT             | 16 mai 1999        | Catalina           | CSS             |
| 29972 -          | 1999 KO11           | 18 mai 1999        | Socorro            | LINEAR          |
| 29973 -          | 1999 LP7            | 12 iunie 1999      | Kitt Peak          | Spacewatch      |
| 29974 -          | 1999 LV8            | 8 iunie 1999       | Socorro            | LINEAR          |
| 29975 -          | 1999 LQ32           | 8 iunie 1999       | Anderson Mesa      | LONEOS          |
| 29976 -          | 1999 NE9            | 13 iulie 1999      | Socorro            | LINEAR          |
| 29977 -          | 1999 NH11           | 13 iulie 1999      | Socorro            | LINEAR          |
| 29978 -          | 1999 NN13           | 14 iulie 1999      | Socorro            | LINEAR          |
| 29979 -          | 1999 RN83           | 7 septembrie 1999  | Socorro            | LINEAR          |
| 29980 Dougsimons | 1999 SV6            | 30 septembrie 1999 | Fountain Hills⁠(d)  | C. W. Juels⁠(d)  |
| 29981 -          | 1999 TD10           | 3 octombrie 1999   | Kitt Peak          | Spacewatch      |
| 29982 -          | 1999 TT31           | 4 octombrie 1999   | Socorro            | LINEAR          |
| 29983 -          | 1999 VS61           | 4 noiembrie 1999   | Socorro            | LINEAR          |
| 29984 -          | 1999 VC79           | 4 noiembrie 1999   | Socorro            | LINEAR          |
| 29985 -          | 1999 VX153          | 10 noiembrie 1999  | Catalina           | CSS             |
| 29986 Shunsuke   | 1999 XW37           | 3 decembrie 1999   | Kuma Kogen⁠(d)      | A. Nakamura⁠(d)  |
| 29987 -          | 1999 XO49           | 7 decembrie 1999   | Socorro            | LINEAR          |
| 29988 -          | 1999 XR99           | 7 decembrie 1999   | Socorro            | LINEAR          |
| 29989 -          | 1999 XS204          | 12 decembrie 1999  | Socorro            | LINEAR          |
| 29990 -          | 1999 XR208          | 13 decembrie 1999  | Socorro            | LINEAR          |
| 29991 -          | 2000 AC38           | 3 ianuarie 2000    | Socorro            | LINEAR          |
| 29992 -          | 2000 AY39           | 3 ianuarie 2000    | Socorro            | LINEAR          |
| 29993 -          | 2000 AD55           | 4 ianuarie 2000    | Socorro            | LINEAR          |
| 29994 -          | 2000 AC61           | 4 ianuarie 2000    | Socorro            | LINEAR          |
| 29995 -          | 2000 AO97           | 4 ianuarie 2000    | Socorro            | LINEAR          |
| 29996 -          | 2000 AQ97           | 4 ianuarie 2000    | Socorro            | LINEAR          |
| 29997 -          | 2000 AE127          | 5 ianuarie 2000    | Socorro            | LINEAR          |
| 29998 -          | 2000 AG137          | 4 ianuarie 2000    | Socorro            | LINEAR          |
| 29999 -          | 2000 AT137          | 4 ianuarie 2000    | Socorro            | LINEAR          |
| 30000 -          | 2000 AB138          | 4 ianuarie 2000    | Socorro            | LINEAR          |